# Baby Did a Bad Bad Thing
Baby Did a Bad Bad Thing è una canzone dell'artista rock and roll statunitense Chris Isaak, pubblicata come prima traccia dell'album del 1995 Forever Blue. Nel 1996 la traccia fu estratta dall'album come singolo.

## La canzone
Dai connotati sensuali ed erotici, la canzone fu descritta da Isaak come una dichiarazione a "qualcuno che è così cattivo, contorto e maligno, che tuttavia, tu non puoi far altro che desiderare". Nel 1996 la versione originale del singolo raggiunse soltanto la ventisettesima posizione della Australian ARIA Singles Chart.
Come era già avvenuto per Wicked Game, il singolo raggiunse un certo successo solo a seguito della sua inclusione in un film. La sua consacrazione nel mainstream avvenne infatti a seguito della sua introduzione nella colonna sonora del film, diretto da Stanley Kubrick, Eyes Wide Shut (1999). Quando rivenne pubblicato nel 1999 come remix, il singolo riscosse maggior successo raggiungendo la nona posizione. Negli Stati Uniti il singolo raggiunse la ventinovesima posizione della Adult Top 40 stilata da Billboard.

## Il video
Il videoclip della canzone fu commissionato dopo la sua inclusione nella colonna sonora del film Eyes Wide Shut, e diretto da Herb Ritts, che aveva già diretto un altro video per Isaak, Wicked Game. Il video contiene la partecipazione della modella francese Laetitia Casta filmata in una stanza di un motel, nel quale la modella danza in modo sensuale, indossando della lingerie ed una parrucca nera, mentre il cantante la osserva dall'altra parte di un televisore. Nel giugno 1999 VH1 mandò in onda due diverse versioni del video: la versione censurata veniva trasmessa prima delle 21:00, mentre quella non censurata successivamente. Il video inizialmente era infatti stato giudicato troppo erotico dal network.